# Eros Dacaj
Eros Dacaj (* 9. September 1996 in Northeim) ist ein deutscher Fußballspieler kosovarischer Abstammung.

## Karriere
Der offensive Mittelfeldspieler Eros Dacaj begann seine Karriere beim JFV Northeim und wechselte im Jahre 2012 in die Jugendabteilung von Eintracht Braunschweig. In der Saison 2014/15 spielte Dacaj mit der Eintracht in der A-Junioren-Bundesliga und erzielte in 20 Spielen 13 Tore. Anschließend rückte er in den Kader der zweiten Mannschaft auf, die seinerzeit in der viertklassigen Regionalliga Nord spielte. Während der Saison 2017/18 kam Dacaj zweimal in der Profimannschaft der Braunschweiger in der 2. Bundesliga zum Einsatz. Sein Profidebüt gab er am 18. August 2017 gegen den FC Erzgebirge Aue gefolgt von einem weiteren Einsatz zehn Tage später gegen den 1. FC Kaiserslautern. Beide Spiele endeten 1:1. Am Saisonende stieg die Eintracht in die 3. Liga ab.
Dacaj wechselte daraufhin zum SV Rödinghausen in die Regionalliga West. Mit den Rödinghausenern wurde er 2019 Westfalenpokalsieger durch einen 2:1-Finalsieg über den SC Wiedenbrück, bei dem Dacaj nicht zum Einsatz kam.
2020 wechselte er zur SV Elversberg in die Regionalliga Südwest, wo er einen Zweijahresvertrag bis zum Sommer 2022 erhielt. Er konnte im Pflichtspieldebüt für die SV Elversberg auch sein erstes Tor erzielen. Am Ende der Spielzeit 2021/22 gelang ihm mit seiner Mannschaft der Aufstieg in die 3. Liga. Am Ende der Saison 2022/2023 stieg er mit seinem Verein in die 2. Bundesliga auf.
Zur Saison 2023/24 wechselte er zurück in die Regionalliga West zum SV Rödinghausen. Zurzeit spielt er beim TSV Steinbach Haiger in der Regionalliga Südwest.

## Erfolge
- Westfalenpokalsieger: 2019
- Meister der Regionalliga West: 2020
- Saarlandpokalsieger: 2020
- Meister der Regionalliga Südwest: 2022
- Meister der 3. Liga und Aufstieg in die 2. Bundesliga: 2022/2023